# 오마르 마틴
오마르 미르 세디크 마틴(영어: Omar Mir Seddique Mateen, 1986년 11월 16일 ~ 2016년 6월 12일)은 2016년 6월 12일 미국 플로리다주 올랜도의 펄스(Pulse)라는 게이 나이트클럽에서 일어난 올랜도 나이트클럽 총기 난사 사건의 범인이다. 마틴은 총기 난사로 50명을 살해하고 53명을 다치게 한 후, 3시간가량 인질극을 벌이다 경찰 특공대와의 총격전 중에 총을 맞고 사망하였다.

## 생애
오마르 마틴은 아프가니스탄 출신의 부모님에게 뉴욕에서 태어났으며, 무슬림이다. 그는 적어도 1년 동안 마틴 카운티 고등학교에 다녔으며, 인디언 리버 주립대학교에서 2006년과 2007년 2개의 과학 학위를 받았다. 플로리다의 법률집행부의 기록에 따르면 플로리다주 내에서 전과는 없는것으로 나타났다. 그는 나이트클럽에 공격을 하기 전까지 플로리다주 포트 피어스에서 살았으나 우편물 주소는 포트 세인트 루시의 부모님 집으로 해놨던 것으로 알려졌다.
마틴은 우즈베키스탄 출신의 여성과 2009년 4월 결혼하였으나 2011년 7월 이혼하였다. 총기 사건이 있은 후 마틴의 전 부인 시토라 유수파이(Sitora Yusufiy)는 언론과의 인터뷰를 통해 결혼 중 마틴이 자신에게 폭력을 일삼았다고 주장했다. 또한 그녀에 의하면, 마틴은 조울증을 앓고 있었고 스테로이드를 투여한 전력이 있다고 한다. 그는 재혼했으며 3살이 된 아들이 있다. 그는 2007년부터 플로리다 주피터에 있는 사설 경호 업체인 G4S에서 일하고 있었다.

### 이슬람 극단주의 세력과의 연계성
2011년과 2012년에 오마르 마틴은 메카에 성지순례를 하기 위하여 사우디 아라비아를 두번 방문하였는데, 수사당국은 마틴의 성지순례와 관련해 어떠한 혐의점은 없었다고 밝혔다. 마틴은 과거 테러 단체와 관련이 있다고 여겨져 FBI가 2013년부터 2014년 사이에 용의의 인물로 찍어 주시 대상이 되었었다. 그러나 이후 특정한 의심점이 발견되지 않아 조사는 진행되지 않았다.
범행 중에 경찰과의 통화에서 미국이 아프가니스탄을 폭격해 무고한 민간인들을 살상한 것에 대한 보복이라는 내용을 강조했으며, 범인의 페이스북에도 같은 내용을 포스팅 하였다. 팔레스타인계 미국인인 마틴의 부인이 그와 함께 탄약을 구입했다는 사실도 드러나 공모 가능성도 대두되었다.
비록 마틴이 범행 전에 IS의 리더 아부 바크르 알바그다디에 충성을 맹세했으나, 당국은 IS의 직접적인 지시에 의해 그가 이같은 테러를 저질렀다는 증거는 없으며, 이번 사건의 경우는 IS의 소셜 미디어를 이용한 이슬람 극단주의 선동에 동조하는 국내 외로운 늑대에 의한 자생적 테러의 패턴과 유사하다고 밝혔다.

### 성소수자에 대한 입장
마틴의 생부에 따르면 총기 난사 사건으로부터 몇달 전 한 게이 커플이 키스하는 모습을 보고 마틴이 굉장히 분노해 있었다고 한다. 오마르 마틴이 충성을 맹세한 IS는 동성애를 강력하게 금지하고 동성애자들을 줄곧 처형해 왔기 때문에, 그가 이에 적지 않은 영향을 받았을 가능성이 대두되었다.
오마르 마틴이 게이였다는 증언이 제기되었다. 그의 전 부인 시토라 유수파이는 그가 동성애자였을 수도 있냐는 질문에 오마르 마틴이 자신이 게이라는 정체성에 분노와 수치를 느끼며 숨겨왔을 수도 있다고 주장하였다. 마틴이 게이 데이트 애플리케이션을 사용했으며 사건이 발생한 게이 나이트클럽인 펄스에도 여러번 들렸었을 것이라는 증언들이 언론을 통해 보도되었다. 하지만 FBI는 실제 증언들을 살펴본 결과 타인들을 오마르 마틴으로 착각한 경우들이였다며, 오마르 마틴이 게이라는 설에 대해 회의적이라는 입장을 밝혔다.

## 같이 보기
- 조승희
- 아네르스 베링 브레이비크
- 에릭 해리스와 딜런 클리볼드